# Leopoldo Pacheco
José Leopoldo Pacheco (São Paulo, 21 de setembro de 1960) é um ator, diretor, cenógrafo, maquiador e figurinista brasileiro. Ganhou notoriedade ao interpretar o vilão psicopata Leôncio Almeida em A Escrava Isaura na Record.

## Carreira
No início dos anos 80, estudou dois anos de artes plásticas na Fundação Armando Alvares Penteado. Porém, desiste, e se forma ator na Escola de Arte Dramática da Universidade de São Paulo, onde aprendeu técnicas de maquiagem, que posteriormente deu aulas no Teatro Escola Macunaíma em 1985, no Teatro Escola Célia Helena em 1987, e na Pontifícia Universidade Católica de São Paulo em 2002.
Estreou como ator em 1985, na peça Máscaras, com texto e direção de Augusto Francisco, interpretação que lhe dá o Prêmio Governador do Estado de melhor ator e o de revelação pelo Prêmio APCA. Mais tarde, se envolveu com o grupo de circo-teatro “Nau de Ícaros”, onde dirigiu espetáculos como O Palácio Não Acorda em 1997. E desde 2003 trabalha com o grupo paulistano “Os Fofos Encenam” que buscam resgatar a tradição do circo-teatro.

## Teatro
| Ano     | Título                                 | Papel                                 |
| ------- | -------------------------------------- | ------------------------------------- |
| 1985    | Máscaras                               |                                       |
| 1986    | Medéia, o Dramatículo                  |                                       |
| 1990    | A Megera Domada                        | Lucêncio                              |
| 1990    | Anjo                                   | Direção da peça                       |
| 1992    | Koitchangaré                           |                                       |
| 1993    | Dindinho do Coração da Mamãe           |                                       |
| 1996    | O Mambembe                             |                                       |
| 1997    | O Pallácio Não Acorda                  | Direção da peça                       |
| 1998    | Toda Nudez Será Castigada              | Amado Ribeiro                         |
| 2000    | Replay                                 | Ator/figurino/cenografia              |
| 2000    | Sacromaquia                            | Visagismo da peça                     |
| 2001    | Pólvora e Poesia                       | Paul Verlaine                         |
| 2001    | Ópera do Malandro                      | Figurino da peça                      |
| 2002    | Gota d'Água                            | Figurino da peça                      |
| 2002    | Mãe Coragem                            | Figurino da peça                      |
| 2002    | Romeu e Julieta                        | Figurino da peça                      |
| 2002    | Souvenirs                              | Sedutor                               |
| 2003    | A Mulher do Trem                       | Figurino da peça                      |
| 2004    | Cidade dos Sonhos                      | Direção da peça                       |
| 2006    | O Beijo no Asfalto                     | Amado Ribeiro                         |
| 2007–08 | A Javanesa                             | Homem/Javanesa                        |
| 2007–10 | Amigas, Pero no Muchos                 | Débora                                |
| 2007    | As Filhas de Janete Clair              | Direção da peça                       |
| 2008    | Crepúsculo - 3 Peças de Samuel Beckett | Cenário/figurino/visagismo da peça    |
| 2009    | O Médico e os Monstros                 | Figurino da peça                      |
| 2009    | Memória da Cana                        | Figurino/maquigem da peça             |
| 2010    | Piedade                                | Euclides da Cunha                     |
| 2010    | Tirando os Pés do Chão                 | Figurinos e visagismo da peça         |
| 2011    | Um Dia Ouvi a Lua                      | Figurino/cenografia/maquiagem da peça |
| 2012    | Menor que o Mundo                      | Visagismo da peça                     |
| 2012–14 | Camille & Rodin                        | Auguste Rodin                         |
| 2014    | O Grande Circo Místico - O Musical     | Visagismo da peça                     |
| 2014–15 | Depois do Ensaio                       | Henrik Vogler                         |
| 2016    | Adeus, Palhaços Mortos!                | Visagismo da peça                     |
| 2016    | Para Tão Longo Amor                    | Fernando                              |
| 2019    | A Verdadeira História do Barão         | Visagismo da peça                     |
| 2025    | Paixão de Cristo de Nova Jerusalém     | Pôncio Pilatos                        |

## Filmografia

### Televisão
| Ano  | Título                             | Personagem                                | Notas                                   |
| ---- | ---------------------------------- | ----------------------------------------- | --------------------------------------- |
| 1999 | Andando nas Nuvens                 | Dr. Carlos                                | Episódio: "23 de julho"                 |
| 2001 | Roda da Vida                       | Eduardo Vilela                            |                                         |
| 2004 | Um Só Coração                      | Samir Schaim                              | Episódios: "6–7 de janeiro"             |
| 2004 | A Escrava Isaura                   | Leôncio Almeida                           |                                         |
| 2005 | Belíssima                          | Cemil Solomos Güney Petrakis              |                                         |
| 2005 | Carga Pesada                       | Genival                                   | Episódio: "Vítima do Silêncio Policial" |
| 2006 | Linha Direta                       | Álvaro César dos Reis                     | Episódio: "Castelinho da Rua Apa"       |
| 2007 | Amazônia, de Galvez a Chico Mendes | Adrian Cowell                             |                                         |
| 2007 | Paraíso Tropical                   | Dr. Solano Tavares                        | Episódios: "8–12 de maio"               |
| 2008 | Beleza Pura                        | Raul Freire                               |                                         |
| 2009 | Deu a Louca no Tempo               | Tenório                                   |                                         |
| 2009 | Paraíso                            | Prefeito Norberto Medeiros                |                                         |
| 2010 | Ti Ti Ti                           | Gustavo Sampaio                           |                                         |
| 2012 | O Brado Retumbante                 | Tony Abrahão                              |                                         |
| 2012 | As Brasileiras                     | Peçanha                                   | Episódio: "A Viúva do Maranhão"         |
| 2012 | Cheias de Charme                   | Otto Werneck                              |                                         |
| 2013 | Joia Rara                          | Valter Passos                             |                                         |
| 2014 | Alto Astral                        | Manuel Pereira                            |                                         |
| 2016 | Ligações Perigosas                 | Heitor Damasceno                          |                                         |
| 2016 | Velho Chico                        | Dr. Emílio Cavalcante                     | Episódios: "14 de março–8 de abril"     |
| 2016 | Êta Mundo Bom!                     | Ernani Felipe dos Santos                  | Episódios: "28 de junho–26 de agosto"   |
| 2017 | Novo Mundo                         | Frederick Madison (Capitão Fred Sem Alma) |                                         |
| 2018 | O Sétimo Guardião                  | Feliciano Pataxó                          |                                         |
| 2020 | Salve-se Quem Puder                | Hugo Santamarina                          |                                         |
| 2022 | Pantanal                           | Antero Novaes                             | Episódios: "30 de março–12 de abril"    |
| 2022 | Cara e Coragem                     | João Carlos Lima (Joca)                   |                                         |
| 2023 | Fuzuê                              | César Montebello                          |                                         |
| 2024 | Sutura                             | Pedro Romanelli (Dr. Romanelli)           |                                         |

### Cinema
| Ano  | Título                                                | Papel           |
| ---- | ----------------------------------------------------- | --------------- |
| 2005 | Tudo o que É Sólido Pode Derreter (curta-metragem)    | Pai de Débora   |
| 2006 | Veias e Vinhos - Uma História Brasileira              | Pedro           |
| 2009 | Sem Fio                                               | Desespero       |
| 2010 | Aparecida - O Milagre                                 | Moacir          |
| 2012 | Essa Maldita Vontade de Ser Pássaro                   | Marcelo         |
| 2012 | Astro - Uma Fábula Urbana em um Rio de Janeiro Mágico | Vendedor        |
| 2016 | O Caseiro                                             | Rubens          |
| 2017 | Não Devore Meu Coração                                | César           |
| 2018 | Maria do Caritó                                       | Coronel Honório |
| 2023 | Bala sem Nome                                         | Fábio           |

## Prêmios e indicações
| Ano  | Prêmio                         | Categoria                             | Trabalho              | Resultado | Ref    |
| ---- | ------------------------------ | ------------------------------------- | --------------------- | --------- | ------ |
| 1986 | Prêmio APCA                    | Melhor Revelação                      | Máscaras              | Venceu    | [ 2 ]  |
| 1986 | Prêmio Governador do Estado    | Melhor Ator                           | Máscaras              | Venceu    | [ 2 ]  |
| 1997 | Troféu Mambembe                | Melhor Diretor                        | O Pallácio não Acorda | Venceu    | [ 32 ] |
| 2000 | Prêmio Avon Color de Maquiagem | Melhor Maquiagem                      | Sacromaquia           | Venceu    | [ 1 ]  |
| 2001 | Prêmio Shell                   | Melhor Figurino (com Gabriel Villela) | Ópera do Malandro     | Venceu    | [ 33 ] |
| 2002 | Prêmio Shell                   | Melhor Ator                           | Pólvora e Poesia      | Venceu    | [ 34 ] |
| 2002 | Prêmio Shell                   | Melhor Cenógrafo                      | Gota d'Água           | Venceu    | [ 34 ] |
| 2004 | Prêmio Shell                   | Melhor Figurino (com Carol Badra)     | A Mulher do Trem      | Venceu    | [ 35 ] |
| 2005 | Prêmio Contigo! de TV          | Melhor Ator                           | A Escrava Isaura      | Indicado  | [ 36 ] |
| 2007 | Prêmio Qualidade Brasil        | Melhor Ator Teatral Drama             | A Javanesa            | Indicado  | [ 37 ] |
| 2010 | Prêmio Shell                   | Melhor Figurino                       | Memória da Cana       | Indicado  | [ 38 ] |